# داونديتيكتور
داونديتيكتور (بالإنجليزية: Downdetector)‏ عبارة عن نظام أساسي عبر الإنترنت يوفر للمستخدمين معلومات في الوقت الفعلي حول حالة مختلف مواقع الويب والخدمات.
تستند المعلومات التي يوفرها الموقع إلى تقارير انقطاع المستخدم، والتي تجمع من مصادر مختلفة، بما في ذلك قسم التعليقات في صفحة كل موقع على داونديتيكتور وتويتر. يتم أيضًا عرض خريطة بمواقع تقارير الانقطاع، كما يتم عرض قائمة بالمدن مع عدد التقارير المطابق أعلى الخريطة. داونديتيكتور متاح في 45 دولة، مع موقع مختلف لكل بلد.
تأسست داونديتيكتور في أبريل 2012 بواسطة توم ساندرز وساندر فان دي جراف. استحوذ على داونديتيكتور بواسطة أوكلا، الشركة التي تقف وراء سبيدتست.نت، في أغسطس 2018.